# Jože Tratnik
Jože Tratnik, slovenski politik, * 26. februar 1941, Ljubljana.
Med 26. januarjem 1993 in 10. aprilom 1997 je bil državni sekretar Republike Slovenije na Ministrstvu za pravosodje Republike Slovenije.
Med letoma 2007 in 2010 je bil predsednik Ustavnega sodišča RS.